# Liste der Stolpersteine in Amöneburg
Die Liste der Stolpersteine in Amöneburg enthält alle Stolpersteine, die im Rahmen des gleichnamigen Projekts von Gunter Demnig in Amöneburg verlegt wurden. Mit ihnen soll an Opfer des Nationalsozialismus erinnert werden, die in Amöneburg lebten und wirkten.

## Verlegte Stolpersteine
| Adresse                        | Verlege- datum | Person, Inschrift    | Bild | Anmerkung |
| ------------------------------ | -------------- | -------------------- | --- | --------- |
| oberhalb des Marktes ·         | 30. Mai 2011   | Meyer Amon Denny     | Bild gesucht Die Wikipedia wünscht sich an dieser Stelle ein Bild vom hier behandelten Ort. Falls du dabei helfen möchtest, erklärt die Anleitung , wie das geht. BW |           |
| oberhalb des Marktes ·         | 30. Mai 2011   | Meyer Michael        | Bild gesucht Die Wikipedia wünscht sich an dieser Stelle ein Bild vom hier behandelten Ort. Falls du dabei helfen möchtest, erklärt die Anleitung , wie das geht. BW |           |
| oberhalb des Marktes ·         | 30. Mai 2011   | Meyer Recha          | Bild gesucht Die Wikipedia wünscht sich an dieser Stelle ein Bild vom hier behandelten Ort. Falls du dabei helfen möchtest, erklärt die Anleitung , wie das geht. BW |           |
| oberhalb des Marktes ·         | 30. Mai 2011   | Stern Esther         | Bild gesucht Die Wikipedia wünscht sich an dieser Stelle ein Bild vom hier behandelten Ort. Falls du dabei helfen möchtest, erklärt die Anleitung , wie das geht. BW |           |
| oberhalb des Marktes ·         | 30. Mai 2011   | Stern Hildegard      | Bild gesucht Die Wikipedia wünscht sich an dieser Stelle ein Bild vom hier behandelten Ort. Falls du dabei helfen möchtest, erklärt die Anleitung , wie das geht. BW |           |
| oberhalb des Marktes ·         | 30. Mai 2011   | Stern Pinchas Uri    | Bild gesucht Die Wikipedia wünscht sich an dieser Stelle ein Bild vom hier behandelten Ort. Falls du dabei helfen möchtest, erklärt die Anleitung , wie das geht. BW |           |
| oberhalb des Marktes ·         | 30. Mai 2011   | Stern Siegfried      | Bild gesucht Die Wikipedia wünscht sich an dieser Stelle ein Bild vom hier behandelten Ort. Falls du dabei helfen möchtest, erklärt die Anleitung , wie das geht. BW |           |
| vor dem Pfarrheim Bonifatius · | 30. Mai 2011   | Heching Frieda       | Bild gesucht Die Wikipedia wünscht sich an dieser Stelle ein Bild vom hier behandelten Ort. Falls du dabei helfen möchtest, erklärt die Anleitung , wie das geht. BW |           |
| Mardorf, Am Breitenstein ·     | 30. Mai 2011   | Kaiser Alfred Lothar | Bild gesucht Die Wikipedia wünscht sich an dieser Stelle ein Bild vom hier behandelten Ort. Falls du dabei helfen möchtest, erklärt die Anleitung , wie das geht. BW |           |
| Mardorf, Am Breitenstein ·     | 30. Mai 2011   | Kaiser David         | Bild gesucht Die Wikipedia wünscht sich an dieser Stelle ein Bild vom hier behandelten Ort. Falls du dabei helfen möchtest, erklärt die Anleitung , wie das geht. BW |           |
| Mardorf, Am Breitenstein ·     | 30. Mai 2011   | Kaiser Ellen Bertha  | Bild gesucht Die Wikipedia wünscht sich an dieser Stelle ein Bild vom hier behandelten Ort. Falls du dabei helfen möchtest, erklärt die Anleitung , wie das geht. BW |           |
| Mardorf, Am Breitenstein ·     | 30. Mai 2011   | Kaiser Elsa          | Bild gesucht Die Wikipedia wünscht sich an dieser Stelle ein Bild vom hier behandelten Ort. Falls du dabei helfen möchtest, erklärt die Anleitung , wie das geht. BW |           |
| Mardorf, Am Breitenstein ·     | 30. Mai 2011   | Kaiser Hans Wolf     | Bild gesucht Die Wikipedia wünscht sich an dieser Stelle ein Bild vom hier behandelten Ort. Falls du dabei helfen möchtest, erklärt die Anleitung , wie das geht. BW |           |
| Mardorf, Marburger Straße ·    | 30. Mai 2011   | Levi Jakob           | Bild gesucht Die Wikipedia wünscht sich an dieser Stelle ein Bild vom hier behandelten Ort. Falls du dabei helfen möchtest, erklärt die Anleitung , wie das geht. BW |           |
| Mardorf, Marburger Straße ·    | 30. Mai 2011   | Maas Rosa            | Bild gesucht Die Wikipedia wünscht sich an dieser Stelle ein Bild vom hier behandelten Ort. Falls du dabei helfen möchtest, erklärt die Anleitung , wie das geht. BW |           |
| Rossdorf, Oberstraße 13 ·      | 30. Mai 2011   | Ehrlich Anita        | Bild gesucht Die Wikipedia wünscht sich an dieser Stelle ein Bild vom hier behandelten Ort. Falls du dabei helfen möchtest, erklärt die Anleitung , wie das geht. BW |           |
| Rossdorf, Oberstraße 13 ·      | 30. Mai 2011   | Ehrlich Frieda       | Bild gesucht Die Wikipedia wünscht sich an dieser Stelle ein Bild vom hier behandelten Ort. Falls du dabei helfen möchtest, erklärt die Anleitung , wie das geht. BW |           |
| Rossdorf, Oberstraße 13 ·      | 30. Mai 2011   | Ehrlich Hermann      | Bild gesucht Die Wikipedia wünscht sich an dieser Stelle ein Bild vom hier behandelten Ort. Falls du dabei helfen möchtest, erklärt die Anleitung , wie das geht. BW |           |
| Rossdorf, Oberstraße 13 ·      | 30. Mai 2011   | Ehrlich Käthe        | Bild gesucht Die Wikipedia wünscht sich an dieser Stelle ein Bild vom hier behandelten Ort. Falls du dabei helfen möchtest, erklärt die Anleitung , wie das geht. BW |           |